# Zaječar
Zaječar (serbisch-kyrillisch Зајечар; deutsch veraltet Zatitscher; rumänisch : Zăiceari) ist  eine Stadt in Ostserbien, gelegen in der sogenannten Timočka Krajina. Sie ist der Verwaltungssitz der Gemeinde Zaječar sowie des Bezirks Zaječar. In der Stadt leben heute schätzungsweise 40.000 Einwohner.
Zaječar wird vom Crni Timok durchflossen, der sich nördlich Zaječars mit dem Beli Timok zum (Veliki) Timok vereinigt. Die Stadt ist Sitz der Eparchie Timok der Serbisch-Orthodoxen Kirche.

## Name
In der serbischen Sprache ist die Stadt als Зајечар oder Zaječar bekannt. In der rumänischen Sprache wird die Stadt Zăii-cer, Zăiceri oder Zăicear genannt.
In der serbischen, bulgarischen und torlakischen Sprache wird der Name vom Hasen abgeleitet, serb. Zec, bulgarisch заек (zaek), torlakisch Zajec. Der Name Zăii-cer auf Rumänisch bedeutet wiederum Götter sind (für die Opfer) gefragt.

## Geschichte
Die Stadt Romuliana befand sich im 3. Jahrhundert nach Christus in der Nähe von Zaječar. Die gleichnamige Ausgrabungsstätte verfügt über ein kleines Besucherzentrum. Zu besichtigen sind Reste der Befestigungen sowie Säulenfragmente und Bodenmosaike. Weitere Fundstücke befinden sich im Museum der Stadt.
Das erste Mal wird die Stadt unter ihrem heutigen Namen im Jahre 1466 in osmanischen Aufzeichnungen erwähnt. Damals lebten hier nur acht Familien. 1834 wurde die Serbisch-orthodoxe Mariä-Geburt-Kathedrale erbaut.
In der Stadt findet alljährlich die Gitarriade von Zaječar statt. 2006 wurde die serbische Triathlon-Meisterschaft hier abgehalten.
Darüber hinaus verfügt die Stadt über eine ausgedehnte Freizeit- und Erholungsanlage am Timokufer mit gepflegtem Strand und Bühne sowie Plätzen für die unterschiedlichsten Ballsportarten, darunter eine große parkähnlich angelegte Bahnengolfanlage.

## Verkehr

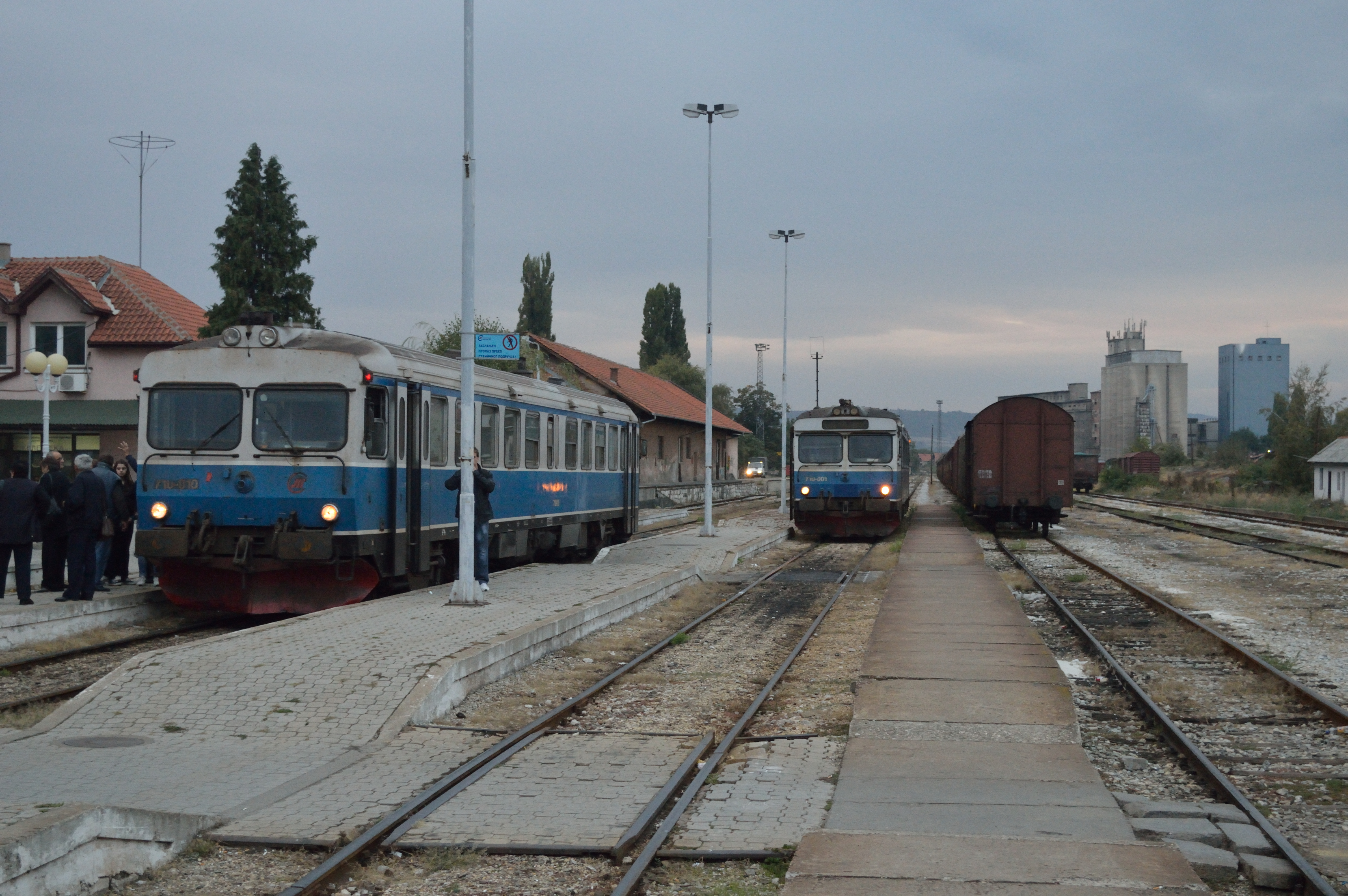
Bahnhof Zajecar (2013)

Zajecar liegt an Europastraßen wie E 761 sowie E 771 mit folgenden Verbindungen:
- Paraćin – Zaječar – Bulgarien
- Paraćin – Zaječar – Negotin – Kladovo – Rumänien
- Paraćin – Zaječar – Knjaževac – Niš
- Negotin – Zaječar – Knjaževac – Niš.

## Söhne und Töchter der Stadt

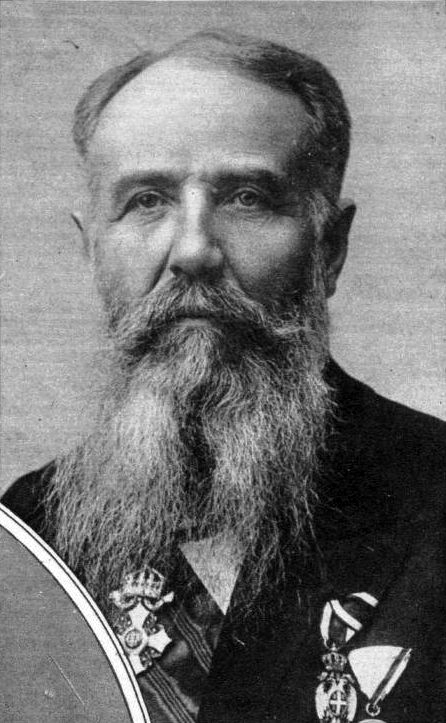
Nikola Pašić, Spitzenpolitiker um 1900

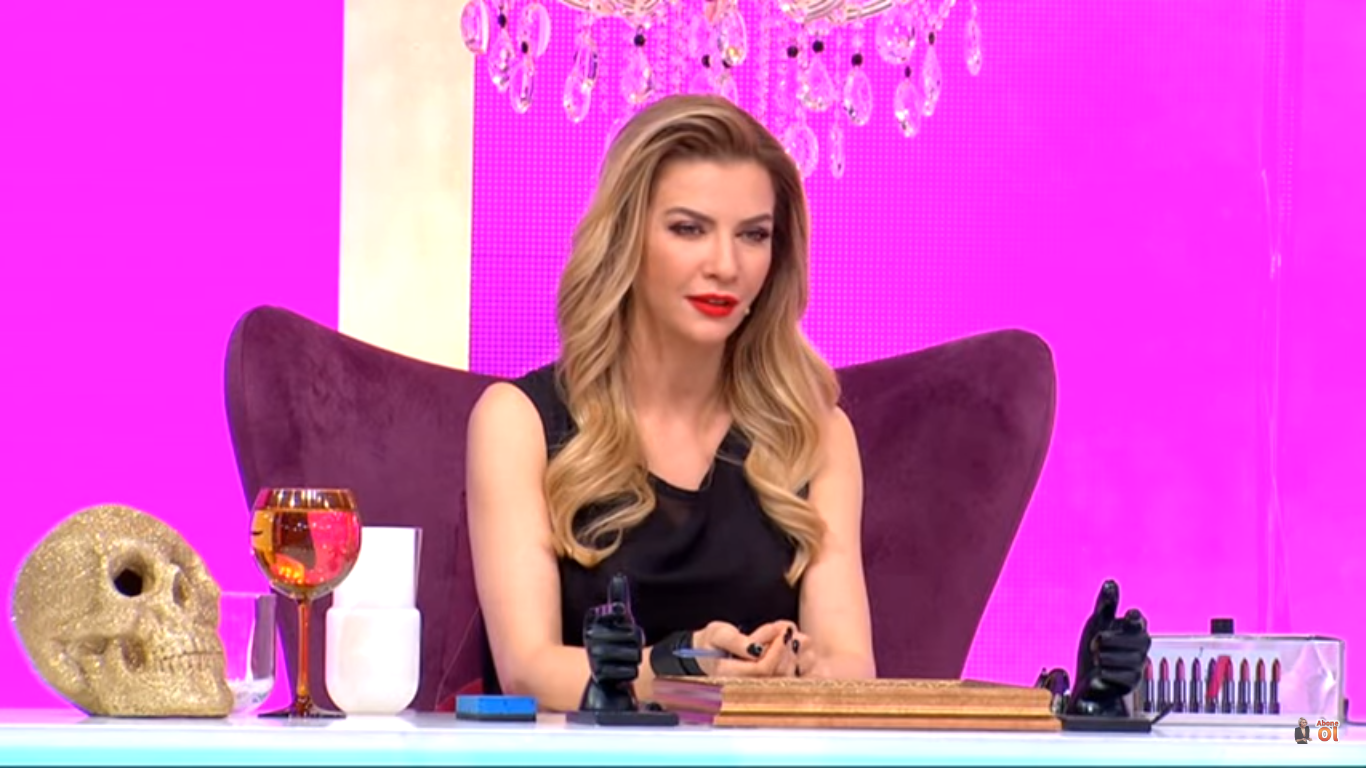
Ivana Sert, Fernsehmoderatorin beim türkischen Kanal D

- Svetozar Marković (1846–1875), Politiker
- Veljko Petrović (1780–1803), serbischer Heiducke und Woiwodenführer
- Nikola Pašić (1845–1926), serbischer Premierminister
- Zoran Radmilović (1933–1985), Schauspieler
- Jo Mikovich (1940–2014), Jazzmusiker
- Živorad Smiljanić (* 1942), Politiker
- Mirko Cvetković (* 1950), ehemaliger Premierminister
- Nena Lekovic (* 20. Jahrhundert), Liederschreiberin
- Živojin Juškić (* 1969), Fußballspieler
- Saša Živulović (1972–2023), griechisch-serbischer Handballspieler
- Ivana Sert (* 1979), Fernsehmoderatorin
- Suzana Dinić (* 1986), Sängerin
- Boban Marjanović (* 1988), serbischer Basketballspieler
- Dragan Stanković (* 1985), serbischer Volleyballspieler

### Römische Herrscher
- Galerius
- Maximinus Daia
- Licinius

## Einwohner
Laut Volkszählung 2002 (Eigennennung) gab es 39.491 Einwohner, davon waren die meisten serbisch-orthodoxe Serben.
Weitere Volkszählungen:
| 1890 | 1948   | 1953   | 1961   | 1971   | 1981   | 1991   |
| ---- | ------ | ------ | ------ | ------ | ------ | ------ |
| 5858 | 11.861 | 14.489 | 18.690 | 27.599 | 36.958 | 39.625 |

## Klimatabelle
|                        | Jan  | Feb  | Mär  | Apr  | Mai  | Jun  | Jul  | Aug  | Sep  | Okt  | Nov  | Dez  |   |       |
| Mittl. Temperatur (°C) | −0,2 | 1,2  | 5,9  | 11,4 | 16,8 | 20,4 | 22,4 | 21,7 | 16,6 | 10,8 | 4,8  | 0,7  | ⌀ | 11,1  |
| Mittl. Tagesmax. (°C)  | 4,7  | 7,0  | 12,1 | 18,1 | 23,6 | 27,3 | 29,7 | 29,6 | 24,4 | 17,8 | 10,0 | 5,1  | ⌀ | 17,5  |
| Mittl. Tagesmin. (°C)  | −4,2 | −3,4 | 0,3  | 4,7  | 9,5  | 12,7 | 14,2 | 13,9 | 9,9  | 5,4  | 0,7  | −2,9 | ⌀ | 5,1   |
|                        |      |      |      |      |      |      |      |      |      |      |      |      |   |       |
| Niederschlag (mm)      | 38,4 | 39,8 | 40,6 | 53,2 | 52,4 | 58,1 | 56,3 | 43,9 | 44,3 | 48,0 | 52,3 | 54,0 | Σ | 581,3 |
|                        |      |      |      |      |      |      |      |      |      |      |      |      |   |       |
| Regentage (d)          | 11   | 10   | 11   | 12   | 12   | 10   | 8    | 7    | 8    | 9    | 11   | 12   | Σ | 121   |
|                        |      |      |      |      |      |      |      |      |      |      |      |      |   |       |
| Luftfeuchtigkeit (%)   | 80   | 75   | 69   | 66   | 66   | 63   | 60   | 62   | 69   | 76   | 81   | 83   | ⌀ | 70,8  |

| −4,2 |

| −3,4 |

| 0,3 |

| 4,7 |

| 9,5 |

| 12,7 |

| 14,2 |

| 13,9 |

| 9,9 |

| 5,4 |

| 0,7 |

| −2,9 |

| −4,2 |

| −3,4 |

| 0,3 |

| 4,7 |

| 9,5 |

| 12,7 |

| 14,2 |

| 13,9 |

| 9,9 |

| 5,4 |

| 0,7 |

| −2,9 |

## Partnerstädte
- Widin, Bulgarien
- Calafat, Rumänien

## Galerie

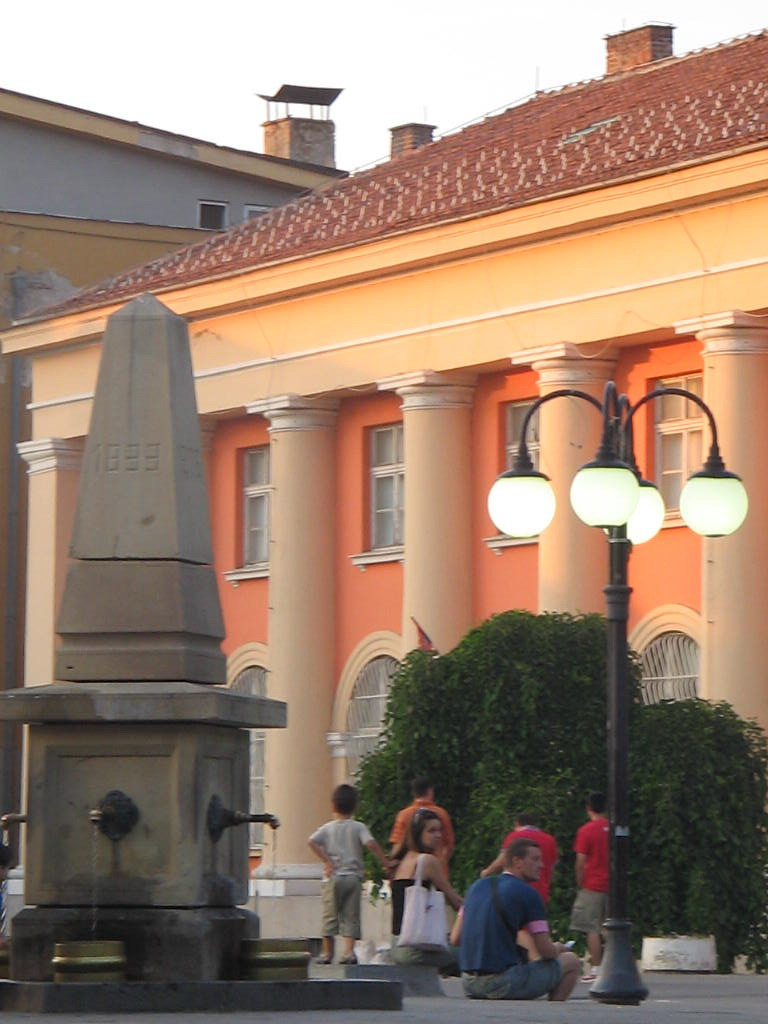
Der Brunnen von Zaječar
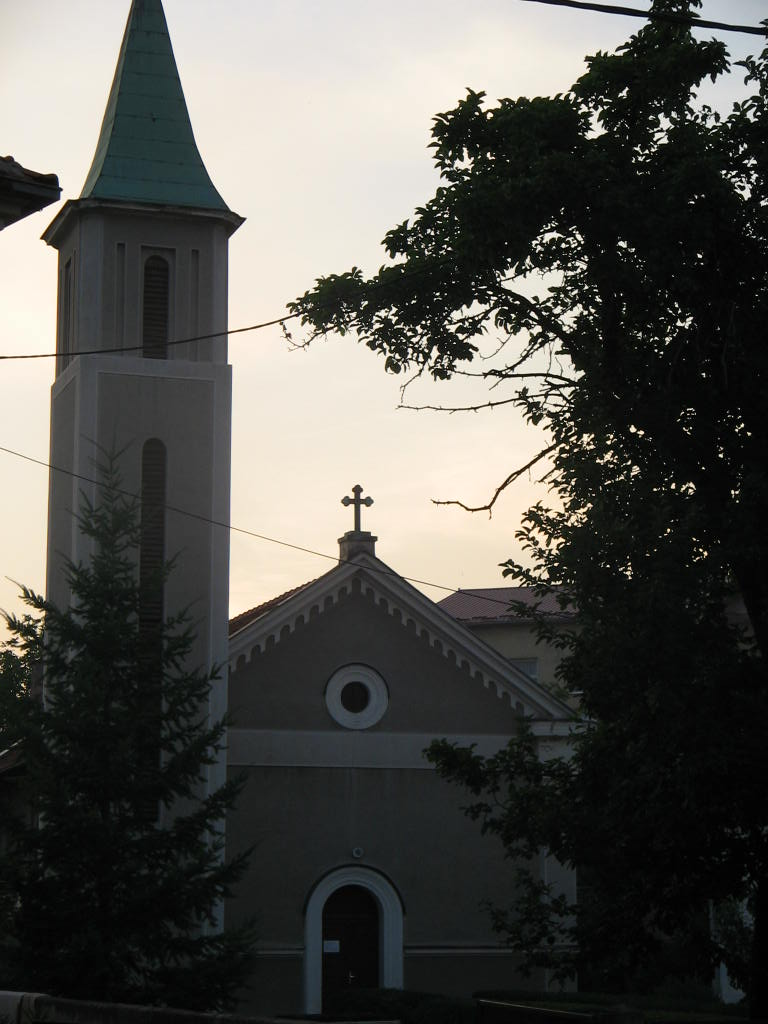
Die römisch-katholische Kirche
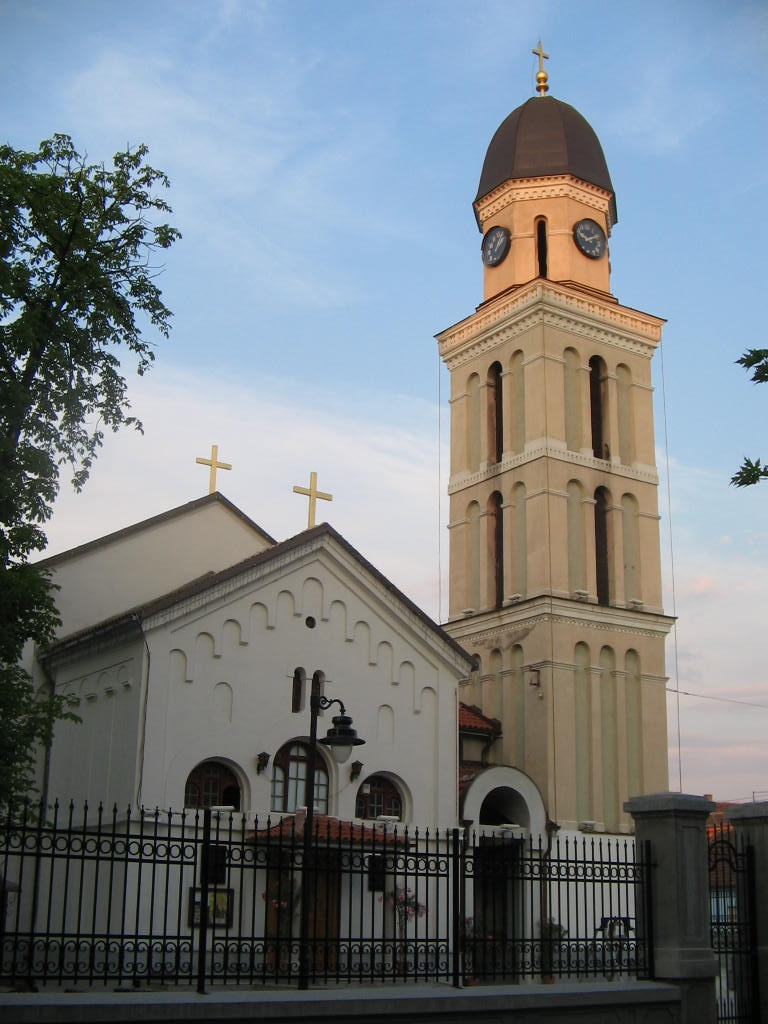
Die Serbisch-orthodoxe Mariä-Geburt-Kathedrale